# Little Stanney
Little Stanney – wieś w Anglii, w hrabstwie ceremonialnym Cheshire, w dystrykcie (unitary authority) Cheshire West and Chester. Leży 8 km na północ od miasta Chester i 271 km na północny zachód od Londynu. W 2001 miejscowość liczyła 181 mieszkańców.